# René Domingo
René Domingo, né le 28 décembre 1928 à Sourcieux-les-Mines et mort le 13 juin 2013 à Clermont-Ferrand, est un footballeur français qui évoluait au poste de milieu de terrain.

## Biographie
Fils d'immigrés espagnols, René Domingo effectue toute sa carrière de joueur professionnel à l’AS Saint-Étienne, de 1949 à 1964, disputant 537 matchs, dont 423 en Première division. Il porte à 424 reprises le brassard de capitaine, notamment pendant la Coupe latine de 1957 et les premières confrontations européennes. 
« Son plus grand souvenir sous le maillot vert » est la remise de la Coupe de France 1962 par le général De Gaulle[réf. nécessaire], la première Coupe de France remportée par l’ASSE. Entre-temps, René Domingo, qui compte une sélection en équipe de France, a également remporté deux titres de champions de France en 1957 et 1964. 
Sa carrière est brisée à Valenciennes le 19 janvier 1964. À 35 ans, l’indiscutable capitaine de l'entraîneur Jean Snella ne résiste pas à une charge du nordiste Bolec Kocik. Une double fracture de la jambe met fin à sa carrière.

## Carrière
- La Combelle CCA[5],[6]
- 1949-1964 : AS Saint-Étienne

## Palmarès
René Domingo dispute 423 rencontres pour 37 buts inscrits avec l’AS Saint-Étienne. Il remporte le championnat de France en 1957 et 1964 et le championnat de France de Division 2 en 1963.
En coupes, il gagne avec les Stéphanois la Coupe de France 1962 ainsi que la Coupe Charles Drago en 1955 et 1958. Il est également finaliste de la Coupe de France en 1960.
Il compte une sélection en équipe de France A obtenue en 1957.